# Kup maršala Tita 1955.
Kup maršala Tita 1955., također poznat kao Kup Jugoslavije u nogometu 1955., bila je deveta sezona Kupa Jugoslavije u nogometu nakon Drugog svjetskog rata.

U kvalifikacijama koje su provodili republički savezi sudjelovale je 1507 ekipa; 16 ekipa je došlo do stvarnog kupa (pod upravom FSJ), koji se igrao od 1. rujna do 29. studenoga 1955.
Trofej je osvojio BSK Beograd koji je u finalu svladao splitski Hajduk. Beograđanima je to bio drugi (ukupno treći, računajući i Kup sedmorice 1934.) naslov u ovom natjecanju.

## Turnir
Veliko iznenađenje dogodilo se kolo prije finala: malo poznati klub Novi Sad uspio je eliminirati prošlogodišnjeg pobjednika, momčad Partizana, s 1:0.

Crvena zvezda je prošla prva dva kola, ali teškom mukom. I protiv Sarajeva i protiv Dinama morala je igrati produžetke.

Hajduk je odigrao i produžetke protiv Budućnosti iz Titograda. No, dok je utakmica između Spartaka i Odrdea u regularnom vremenu završila remijem (1:1), u produžecima su Subotičani svladali Ljubljančane sa 7:1.

U četvrtfinalnim borbama nastupili su samo prvoligaši. BSK, Hajduk i Spartak lako su svladali svoje protivnike. Jedino je Crvena zvezda pobijedila Dinamo 4:1 uz samo tri pogotka u nastavku utakmice.

Senzacionalno je odjeknula velika pobjeda (4:0) BSK-a nad Crvenom zvezdom. Najzaslužniji za to bio je raspoloženi golgeter "modrih" Predrag Marković, čije udarce nije mogao zaustaviti ni slavni Vladimir Beara. Hajduk je sigurno svladao Spartak i plasirao se u finale.

finalna utakmica na stadionu JNA bila je repriza finalne utakmice iz 1953. U oba slučaja Beograđani su slavili s 2:0, uz golove u prvom poluvremenu. Zanimljivo je da su golovi postignuti u gotovo istim minutama: sada u 3. i 15. minuti, a dvije godine ranije u 4. i 16. minuti.

## Sudionici
U kupu je sudjelovalo 1507 ekipa. Glavne ekipe ušle su u 1/16 završnicu (više ne u 1/32 završnice) koju su još uvijek vodili republički savezi.

Hajduk Split eliminirao je Lokomotivu Zagreb (6:3); Dinamo Zagreb eliminirao je Proleter Osijek (4:0); iznenađujuće Novi Sad eliminirao je Partizan (nositelj kupa, 1:0); Crvena zvezda eliminirala je Radnički Kragujevac (9:1).

Utakmica između Dinama i Proletera igrala se dva dana: zbog jake kiše utakmica je prekinuta i nastavljena sutradan. Zagreb je pogodio stravičan orkanski udar koji je izazvao četiri munje koje su tlo maksimirskog stadiona pretvorile u ogromnu lokvu. Maksimir je u 1. kolu izgubio 1:3 od Jedinstva II.
Samo 16 ekipa sudjeluje u završnom dijelu pod vodstvom FSJ. To su bili sljedeći klubovi:
| rang    | Slovenija         | Hrvatska                                | Bosna i Hercegovina       | Srbija                         | Srbija                                           | Srbija | Crna Gora   | Makedonija       |
| rang    | Slovenija         | Hrvatska                                | Bosna i Hercegovina       | Vojvodina                      | Središnja Srbija                                 | Kosovo | Crna Gora   | Makedonija       |
| ------- | ----------------- | --------------------------------------- | ------------------------- | ------------------------------ | ------------------------------------------------ | ------ | ----------- | ---------------- |
| 1. rang |                   | - Dinamo Zagreb - Hajduk Split - Zagreb | - Sarajevo - Velež Mostar | - Spartak Subotica - Vojvodina | - BSK Beograd - Crvena zvezda - Radnički Beograd |        | - Budućnost |                  |
| 2. rang | - Odred Ljubljana | - Metalac Zagreb                        |                           |                                |                                                  |        |             | - Vardar Skoplje |
| 3. rang |                   |                                         |                           | - Novi Sad                     | - Napredak Kruševac                              |        |             |                  |

## Osmina završnice
Utakmice osmine finala odvijale su se u nekoliko dana tijekom mjeseca rujna.
| Domaći sastav          |   | Gostujući sastav        | Rezultat    | Napomene  |
| ---------------------- | - | ----------------------- | ----------- | --------- |
| BSK (Beograd)          | – | Vardar (Skoplje)        | 4:0         |           |
| Metalac (Zagreb)       | – | Radnički (Beograd)      | 1:2         |           |
| FK Sarajevo (Sarajevo) | – | Crvena zvezda (Beograd) | 2:4 (prod.) |           |
| Napredak (Kruševac)    | – | Dinamo (Zagreb)         | [ 11 ]      | par forfe |
| NK Zagreb (Zagreb)     | – | Velež (Mostar)          | 2:0         |           |
| Hajduk (Split)         | – | Budućnost (Titograd)    | 4:2 (prod.) |           |
| Spartak (Subotica)     | – | Odred (Ljubljana)       | 7:1         |           |
| Vojvodina (Novi Sad)   | – | RFK Novi Sad (Novi Sad) | 5:0         |           |

## Četvrtzavršnica
Utakmice odigrane 2. listopada 1955. godine.
| Domaći sastav           |   | Gostujući sastav     | Rezultat    |
| ----------------------- | - | -------------------- | ----------- |
| BSK (Beograd)           | – | Radnički (Beograd)   | 2:1         |
| Crvena zvezda (Beograd) | – | Dinamo (Zagreb)      | 4:1 (prod.) |
| NK Zagreb (Zagreb)      | – | Hajduk (Split)       | 0:3         |
| Spartak (Subotica)      | – | Vojvodina (Novi Sad) | 2:0         |

## Poluzavršnica
Utakmice odigrane 6. studenog 1955. godine.
| Domaći sastav  |   | Gostujući sastav        | Rezultat |
| -------------- | - | ----------------------- | -------- |
| BSK (Beograd)  | – | Crvena zvezda (Beograd) | 4:0      |
| Hajduk (Split) | – | Spartak (Subotica)      | 2:0      |

## Završnica

### Susret
| 29. studenoga 1955.   |             |              |                                                                                |
| BSK Beograd           | 2:0         | Hajduk Split | Stadion JNA, Beograd Broj gledatelja: 20.000 Sudac: Trajko Ivanovski (Skoplje) |
| Marković 3' Antić 15' | (izvještaj) |              | Stadion JNA, Beograd Broj gledatelja: 20.000 Sudac: Trajko Ivanovski (Skoplje) |

| BSK BEOGRAD:       |  |                      |  |
|                    |  |                      |  |
| G                  |  | Dušan Cvetković      |  |
|                    |  | Zdravko Juričko      |  |
|                    |  | Dimitrije Stojanović |  |
|                    |  | Vasilije Šijaković   |  |
|                    |  | Milan Kranjčić       |  |
|                    |  | Petar Đorđević       |  |
|                    |  | Živko Josić          |  |
|                    |  | Sava Antić           |  |
|                    |  | Predrag Marković     |  |
|                    |  | Tihomir Jelisavčić   |  |
|                    |  | Vladimir Šenauer     |  |
| Trener:            |  |                      |  |
| Blagoje Marjanović |  |                      |  |

| HAJDUK SPLIT: |  |                   |  |
|               |  |                   |  |
| G             |  | Ante Vulić        |  |
| B             |  | Ljubomir Kokeza   |  |
| B             |  | Davor Grčić       |  |
| B             |  | Miroslav Brkljača |  |
| B             |  | Nikola Radović    |  |
| V             |  | Slavko Luštica    |  |
| V             |  | Ante Žanetić      |  |
| V             |  | Žarko Maksan      |  |
| N             |  | Bernard Vukas     |  |
| N             |  | Sulejman Rebac    |  |
| N             |  | Joško Vidošević   |  |
| Trener:       |  |                   |  |
| Ljubo Benčić  |  |                   |  |

## Poveznice
- Prva savezna liga 1955./56.
- Zonske lige 1955./56.
- 3. ligaški rang 1955./56.

## Vanjske poveznice
- RSSSF
- Jugoslavija - Detalji finala Kupa 1947.-2001
- exyufudbal.in.rs
- lavkup.com